# Gilbert de Aissailly

Gilbert de Aissailly

Großmeisterwappen von Gilbert de Aissailly

Gilbert de Aissailly de Sailly (auch Gisberto, Gerbert d’Assalyt, d’Assalhy, d’Assilan; lat.: Gilbertus Assaliensis/Salliensis oder Girardus Assaby) († 1183) war von 1163 bis 1169 der fünfte Großmeister des Johanniterordens.
Gilbert entstammte einer angesehenen Adelsfamilie aus dem Languedoc.
Unter seiner Führung erwarb der Orden 1168 die Burg Belvoir.
Gilbert de Aissailly ist hauptsächlich für seine Invasion in Ägypten bekannt, die von König Amalrich I. vorgeschlagen war. Nachdem Gilbert am 3. November 1168 die Stadt Pelusium erobert hatte, endete der Feldzug 1169 in einem Debakel. Da sich der Orden zur Finanzierung des erfolglosen Ägyptenfeldzugs schwer verschuldet hatte, wurde er als Großmeister unhaltbar und 1169 abgesetzt.
Gilbert zog sich daraufhin aus dem Ordensleben zurück und führte ein Leben als Einsiedler. Als er 1183 den englischen König Heinrich II. besuchen wollte, ertrank er während der Überfahrt nahe Dieppe im Ärmelkanal.